# Bulbophyllum kauloense
Bulbophyllum kauloense är en orkidéart som beskrevs av Rudolf Schlechter. Bulbophyllum kauloense ingår i släktet Bulbophyllum och familjen orkidéer. Inga underarter finns listade i Catalogue of Life.